# Il rapimento di Arabella
Il rapimento di Arabella è un film italiano del 2025 scritto e diretto da Carolina Cavalli.

## Trama
Holly è una ragazza fortemente insoddisfatta della vita che non si riconosce più in se stessa. La sua vita cambia dopo l'incontro con Arabella, una bambina che vuole scappare di casa, nella quale Holly vede la versione infantile di se stessa.

## Distribuzione
Presentato in concorso nella sezione Orizzonti della 82ª Mostra del cinema di Venezia, sarà distribuito nelle sale italiane il 4 dicembre 2025.